# 2917 Sawyer Hogg
2917 Sawyer Hogg eller 1980 RR är en asteroid i huvudbältet som upptäcktes den 2 september 1980 av den amerikanske astronomen Edward L.G. Bowell vid Anderson Mesa Station. Den är uppkallad efter astronomen Helen Sawyer Hogg.
Asteroiden har en diameter på ungefär 9 kilometer.